# Haarlemmermeer
Haarlemmermeer  è una municipalità dei Paesi Bassi di 142 882 abitanti (2010) situata nella provincia dell'Olanda Settentrionale, a sud di Haarlem. È costituita da centri abitati distinti, quali Hoofddorp (dove risiede circa metà della popolazione e ha sede il comune), Nieuw-Vennep, Badhoevedorp e altri centri minori. Il nome significa "lago di Haarlem", in quanto si trova su un polder costruito nel XIX secolo prosciugando tale specchio d'acqua. La municipalità è nota soprattutto per il fatto che all'interno del suo territorio è situato l'aeroporto di Amsterdam-Schiphol, di gran lunga il più importante dei Paesi Bassi, che ha un ruolo cruciale nell'economia della municipalità.

## Amministrazione

### Gemellaggi
- Hódmezővásárhely, dal 1989[1]